# 15-ös számú Országos Kéktúra szakasz
A 15-ös számú Országos Kéktúra szakasz az Országos Kéktúra egyik szakasza a Pilisben, a Rozália téglagyártól (Bécsi út) Dobogókőig.

## Történelem
Az Országos Kéktúra eredeti, 1930-as években kijelölt útvonala Klastrompusztától a Pilis-nyergen keresztül csaknem egyenesen vezetett fel Dobogó-kőre. E mindössze 7 km-es szakasz helyett jelölték ki 1948 után azt a több mint 65 km hosszú kanyarulatot, amely bevezet a Budai-hegység szívébe, az akkor átadott Úttörővasút (ma Gyermekvasút) hűvösvölgyi végállomására. Ennek a betoldásnak a része a jelenlegi 15-ös számú szakasz is.
Az Országos Kéktúra 2013-as nyomvonal-felülvizsgálata keretében Pilisszentkereszt és a szurdok északi vége között változott a nyomvonal, elkerülve a település forgalmas főutcáját. 2017-ben az Aranyhegyi-patak partján futó, időnként nehezen járható szakasz nyomvonalát áthelyezték a vele párhuzamos, vasút-menti ösvényre.

## Alszakaszok

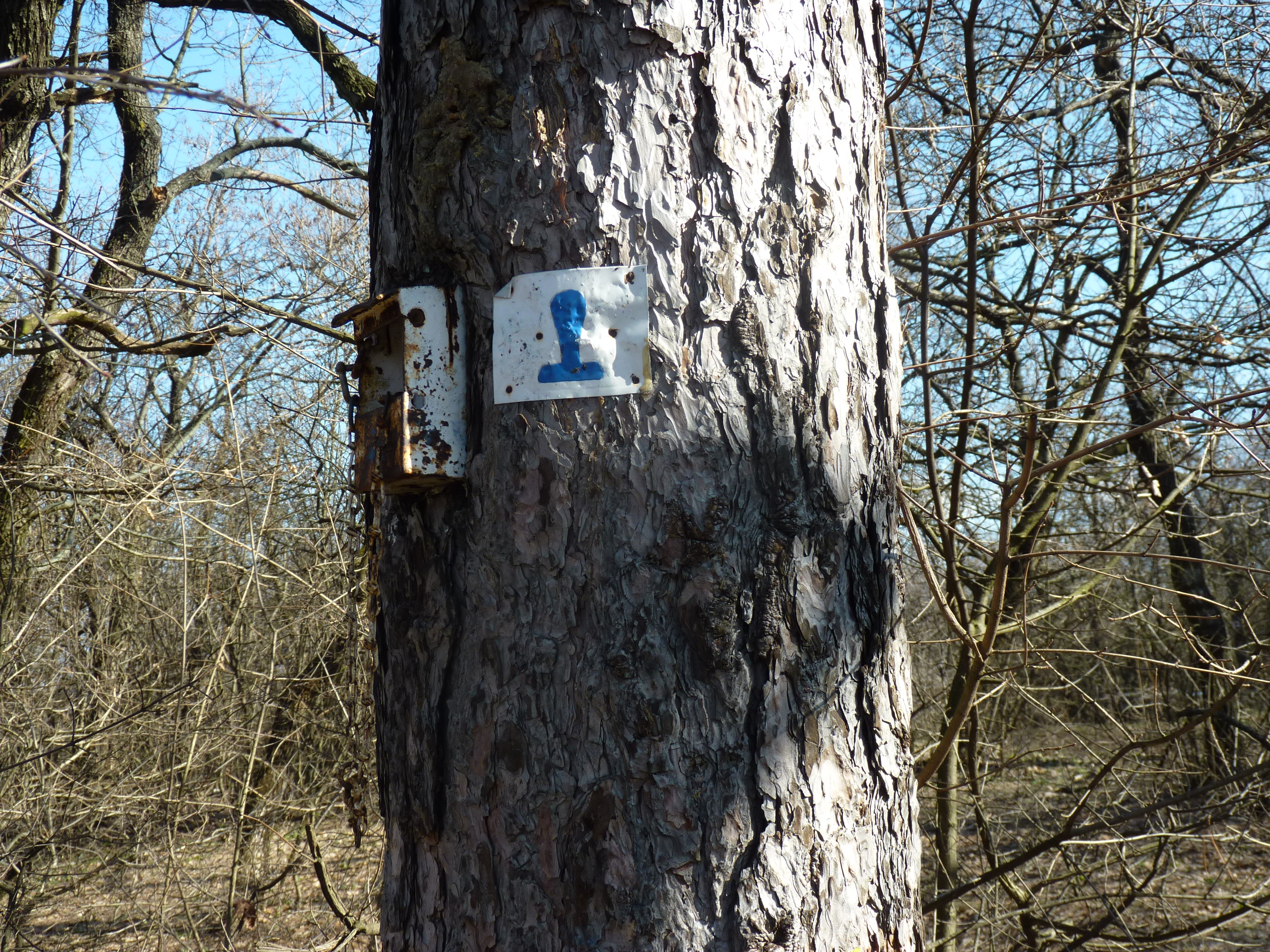
Országos Kéktúra pecsételőhely a Kevély-nyeregben

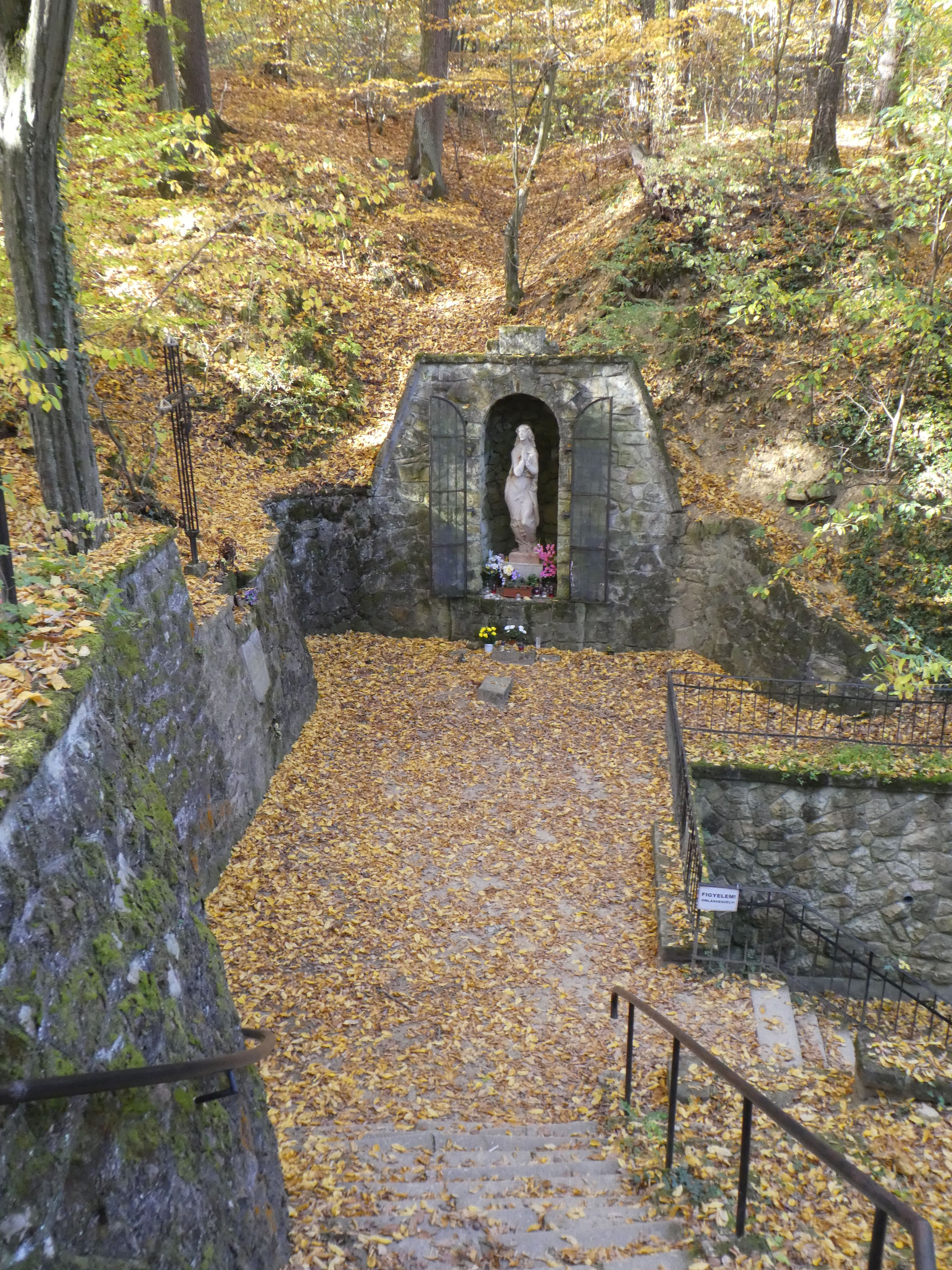
A csobánkai Szent-kút forrásánál

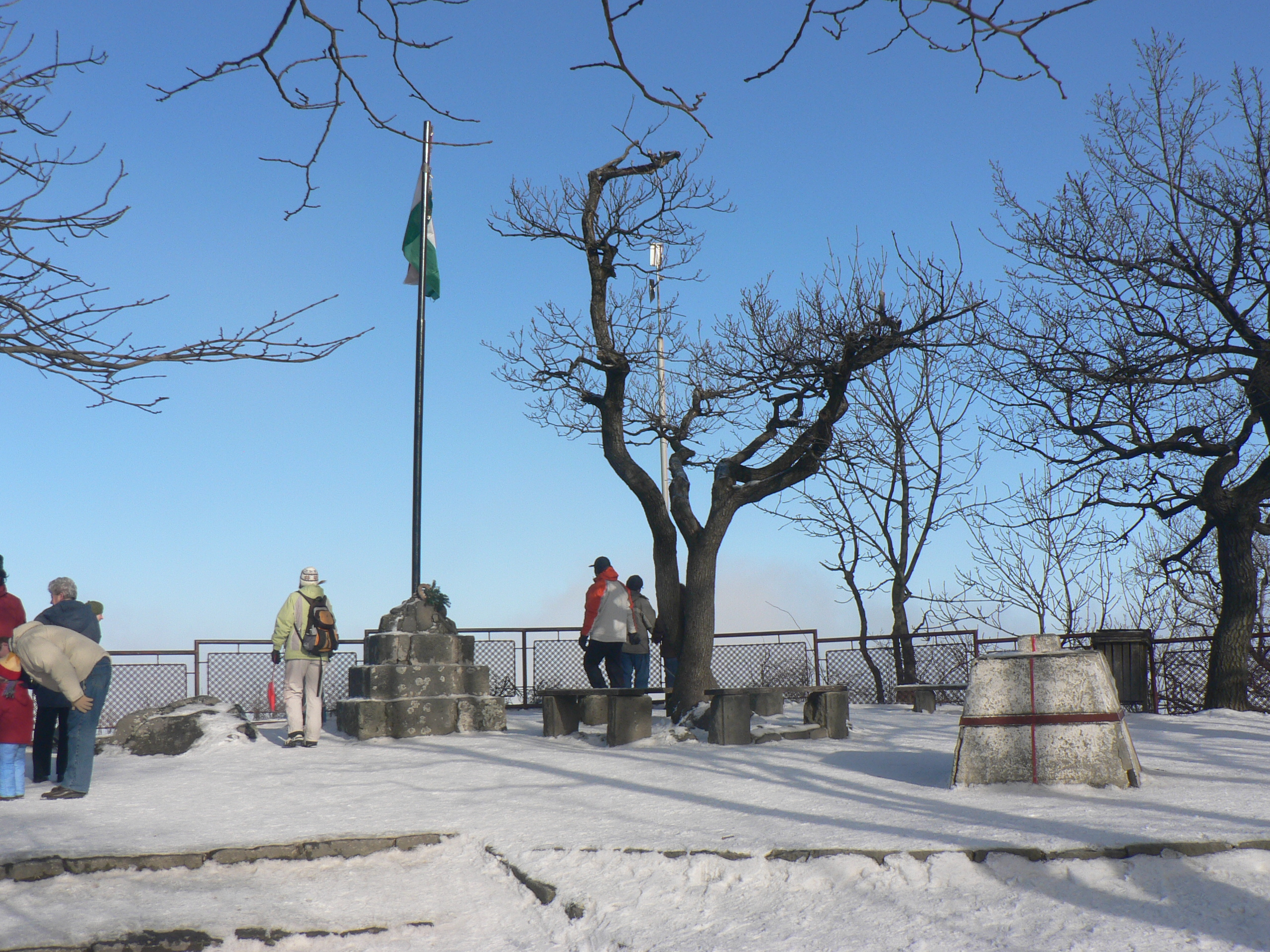
Dobogó-kő télen

| [ 1 ] | Szám      | Szakasz (pecsételőhely) | Táv     |
| ----- | --------- | --- | ------- |
|       | OKT-151   | Rozália téglagyár – Aranyhegyi-patak – Bécsi út – Köves-bérc – Pilisborosjenő, kálvária – Teve-szikla – Magas-erdő – Rédlinger Adolf út – Kevély-nyereg                                      | 6,3 km  |
|       | OKT-152   | Kevély-nyereg – Ózon kemping – Csobánkai-nyereg – Macska-völgy – Csobánkai Szent-kút – Buzsák – Kovácsi (Dera)-patak – Szurdok-alja parkoló – Pilisszentkereszti Szurdok – Pilisszentkereszt | 12,0 km |
|       | OKT-153   | Pilisszentkereszt – Kakas-hegy – Zsivány-sziklák – Dobogó-kő | 4,0 km  |
|       | Összesen: | | 22,3 km |

## Érintett települések
A túraszakasz a következő települések közigazgatási területét érinti:
- Budapest III. kerülete
- Solymár
- Pilisborosjenő
- Budakalász
- Csobánka
- Pilisszántó
- Pilisszentkereszt